# Џастин Кобс
Џастин Кобс (енгл. Justin Cobbs; 16. март 1991) амерички је кошаркаш, који посједује и црногорски пасош. Игра на позицији плејмејкера. Рођен је у Лос Анђелесу, у Калифорнији, гдје је ишао у средњу школу Бишоп Монтгомери. На колеџу наступао је за Калифорнија голден бирс, а у фебруару 2014. био је номинован за награду Боб Коузи, која се додјељује годишње најбољем плејмејкеру колеџ лиге.
У јануару 2020. узео је црногорски пасош, како би наступао за Црну Гору у квалификацијама за Европско првенство 2022.

## Професионална каријера
Нашао се на НБА драфту 2014, али није драфтован.
На дан 3. новембра 2014. потписао је уговор са ВЕФ Ригом, која је наступала у регионалној ВТБ лиги. У децембру 2014 прешао је у њемачки Скајлајнерс, гдје је са тимом наступао на фајнал фору Еврочеленџа и завршио на четвртом мјесту.
У јулу 2015. прешао је у турски Истанбул ББ, гдје је остао до децембра 2015, након чега је прешао у Бајерн Минхен.
У јулу 2016. прешао је у Гравлен, гдје је остао до краја сезоне, након чега је у јулу 2017. прешао у Ле Ман Сарт баскет. Са Ле Маном освојио је Про А лигу Француске побједом у финалу над Монаком 3:2 у серији.
У јулу 2018. прешао је у Цедевиту, са којом је освојио Куп Хрватске — Куп Крешимира Ћосића, док је у А-1 лиги Хрватске, Цедевита поражена у финалу 4:0 у серији од Цибоне.
У августу 2019. прешао је у Будућност ВОЛИ. Три сезоне је провео у Будућности након чега је прешао у Алварк Токио. За сезону 2023/24. потписао је уговор са Цедевита Олимпијом.

## Репрезентација
У децембру 2019. поднио је захтјев за издавање црногорског држављанства, које је добио у јануару 2020. Нашао се на списку за квалификационе утакмице за пласман на Европско првенство 2021, умјесто Дерека Нидама, који је наступао за Црну Гору на Свјетском првенству 2019.

## Успеси

### Клупски
- Ле Ман:
  - Првенство Француске (1): 2017/18.
- Цедевита:
  - Куп Хрватске (1): 2019.
- Будућност:
  - Првенство Црне Горе (2): 2020/21, 2021/22.
  - Куп Црне Горе (3): 2020, 2021, 2022.
- Цедевита Олимпија:
  - Првенство Словеније (1): 2023/24.
  - Суперкуп Словеније (1): 2023.